# Helium-3
Helium-3 è un'etichetta discografica britannica. È stata fondata dai Muse nel 2006 come suddivisione della Warner Music Group.
Dalla pubblicazione del singolo Supermassive Black Hole dei Muse, l'etichetta ha pubblicato tutti gli album e i singoli della band, collaborando con la Warner Bros. Records, l'A&E Records e altre etichette della Warner Bros.